# 1830
Het jaar 1830 is het 30e jaar in de 19e eeuw volgens de christelijke jaartelling.

## Gebeurtenissen
januari

Openingsrit van de Liverpool and Manchester Railway

- 8 - Zes leden van de Tweede Kamer der Staten-Generaal die de tienjaarlijkse begroting bij stemming verwierpen, worden uit hun ambt ontzet.

februari
- 22 januari tot 3 februari - Het Verenigd Koninkrijk, Frankrijk en Rusland erkennen krachtens het Londense Protocol Griekenland als een autonome staat binnen het Osmaanse Rijk. De Griekse opstandelingen nemen daar geen genoegen mee.
- 8 - Met een dooiaanval komt een einde aan de barre winter van 1829-1830, met die van 1962-1963 de koudste sinds minstens 1684.[1]
- 25 - Victor Hugo's toneelstuk Hernani gaat in de Comédie-Française te Parijs in première. De opvoering wordt door een verdeeld publiek op tumult onthaald.

maart
- 16 - In het Nederlandse Luik richten Mathieu Polain, voorzitter van de Société de la Littérature nationale, Jean-Baptiste Nothomb, Philippe Lesbroussart en andere publicisten de Revue belge, een letterkundig en wijsgerig tijdschrift ter bevordering van patriotse literatuur, op.
- 25 - De pangeran Diponegoro wordt ondanks een vrijgeleide door luitenant-generaal Hendrik Merkus de Kock te Magelang gevangengenomen. Hiermee komt een einde aan de opstand die Diponegoro leidde tegen het Nederlandse gezag. (De Java-oorlog van 1825-1830).

april
- 6 - Oprichting in de staat New York van de Kerk van Jezus Christus van de Heiligen der Laatste Dagen door Joseph Smith.
- 30 - Louis de Potter, liberaal journalist en publicist, wordt wegens een artikel in de Courrier des Pays-Bas van 1 februari op aanklacht van samenzwering tegen de staat en het aanzetten tot opstand, tot acht jaar ballingschap veroordeeld. Zijn medestanders François Tielemans (oud-redacteur van de Courrier des Pays-Bas en van Le Belge) en Adolf Bartels (redacteur van de Catholique) krijgen een straf van zeven jaar ballingschap, drukker Jean-Baptiste de Nève een veroordeling tot vijf jaar ballingschap.

mei
- 27 - Koning Willem I der Nederlanden trekt het wetsvoorstel op het openbaar onderwijs in en schaft de onderwijsdecreten van 14 juni en 14 augustus 1825 af. Daarmee komt een eind aan de politiek van inmenging in het bijzonder onderwijs.

juni
- 4 - Koning Willem I der Nederlanden schaft de taalwetten van 1819 en 1822 af, die het Nederlands als officiële taal in de Vlaamse provincies respectievelijk de arrondissementen Brussel en Leuven instellen.
- 21 - De zetel van het nieuwe Hoog Gerechtshof is voortaan te Den Haag gevestigd.

juli
- 5 - De Staten-Generaal besluiten dat de nieuwe wetboeken per 1 juli 1831 kracht van wet hebben.
- 5 - Algerije wordt door de Fransen ingenomen. Voorlopig berust het gezag bij de militair bevelhebber Louis-Auguste-Victor de Ghaisnes de Bourmont.
- 15 - De tweede editie van Louis de Potters L'Union des catholiques et des libéraux dans les Pays-Bas (Unie van katholieken en liberalen in de Nederlanden) wordt uitgebracht. Het boek wordt het ideologische referentiewerk van het unionisme, het verbond van de liberale en katholieke oppositie tegen het beleid van Willem I.
- 27 - In Frankrijk breekt de Julirevolutie uit; na twee dagen van woelingen vlucht koning Karel X naar Engeland.
- 29 - De bejaarde Markies De la Fayette wordt opnieuw benoemd tot commandant van de Nationale Garde.
- 31 - In Frankrijk vervangt de Tricolore de witte koningsvlag met de lelies.

augustus
- 7 - John Cockerill sticht een naamloze vennootschap voor de aanleg van een spoorverbinding tussen de Nederlandse steden Brussel en Antwerpen.
- 8 - Het Franse parlement kiest Lodewijk Filips van Orléans tot koning der Fransen.
- 25 - De opera La Muette de Portici (De Stomme van Portici) in de Koninklijke Muntschouwburg van Brussel ontaardt in rellen en vormt de aanleiding van de Belgische Revolutie tegen koning Willem I.
- 26 - Een burgerwacht onder leiding van Emmanuel van der Linden d'Hooghvorst herstelt de orde in het rumoerige Brussel.
- 26 - De eerste twee Belgische vlaggen, genaaid in het atelier van Marie Abts, vervangen de Nederlandse driekleur op de pui van het Brusselse stadhuis.
- 28 - De Baltimore and Ohio Railroad laat het prototype van een Amerikaanse locomotief, Tom Thumb genoemd, wedijveren met een paardentram. De paarden winnen, maar de constructeur van Tom Thumb krijgt zijn order.
- 30 - Een 6000 man sterke troepenmacht onder commando van de prins van Oranje en prins Frederik trekt zich te Vilvoorde samen.
- 31 - Edwin Beard Budding krijgt Brits patent op de grasmaaier.

september
- 1 - De haven van Bremen, die onder Nederlandse leiding is gegraven, wordt opgeleverd.
- 15 - Tijdens de feestelijke openingsrit van de Liverpool and Manchester Railway, de eerste trein die ook passagiers vervoert, wordt de Britse parlementariër William Huskisson bij het oversteken van de spoorbaan aangereden door de stoomlocomotief, Stephenson's Rocket. Hij overlijdt enige uren later aan zijn verwondingen.
- 18 - Aankondiging van de oprichting van de Réunion centrale, een bundeling van revolutionaire comités in de Zuidelijke Nederlanden, in de Courrier des Pays-Bas.
- 22 - Juan José Flores wordt ingezworen als eerste president van Zuid-Colombia, het latere Ecuador.
- 23 - Het regeringsleger trekt, onder leiding van prins Frederik, vanuit Vilvoorde het rumoerige Brussel binnen.
- 28 - De Oostenrijkse troonopvolger Ferdinand von Habsburg  wordt tot koning van Hongarije gekroond.

oktober
- 4 - Het Voorlopig Bewind roept de Belgische onafhankelijkheid uit.
- 6 - Het Nederlandse leger moet de Citadel van Luik opgeven doordat de Luikenaren alle bevoorrading onderscheppen.
- 9 - Belgische opstandelingen bezetten de Domaniale mijn bij Kerkrade.
- 16 - Kroonprins Willem, prins van Oranje roept in navolging van het Voorlopig Bewind de onafhankelijkheid van de Zuidelijke provincies (beneden de Rijn) uit.
- 28 - Publicatie van een ontwerp-grondwet voor een onafhankelijk België.

november
- 3 - In België wordt het Nationaal Congres verkozen, dat de grondwet van de nieuwe staat België zal opstellen en een koning aanstellen. Het begint op 10 november met zijn werkzaamheden.
- 7 - Generaal Daine vertrekt met het Maasleger uit Maastricht.
- 8 - In gebruik stelling van het Kanaal door Voorne, dat de marinehaven Hellevoetsluis een rechtstreekse verbinding gaf met Rotterdam.
- 11 - Generaal Daine wordt Venlo binnengelaten – Belgiës noordelijkste vestingstad – tot 1839.
- 11 - De nieuwe gemeenteraad van Luik komt voor het eerst bijeen onder leiding van Louis Jamme.
- 29 - Poolse opstandelingen dringen het paleis van de Onderkoning binnen. Grootvorst Constantijn Pavlovitsj weet te ontsnappen.

december
- 5 - De Symphonie fantastique van Hector Berlioz wordt voor het eerst uitgevoerd in het conservatorium van Parijs.
- 20 - Op een conferentie van de grote mogendheden in Londen wordt het recht op Belgische onafhankelijkheid erkend.
- 30 - Het Nationaal Congres te Brussel richt het Rekenhof op.

## Muziek
- 5 december - Première in Parijs van de Symphonie fantastique van Hector Berlioz
- 26 december - De opera Anna Bolena van Gaetano Donizetti gaat in Milaan in première.
- Friedrich von Flotow schrijft zijn concert voor piano en orkest
- La Parisienne wordt het nieuwe Franse volkslied.

## Bouwkunst

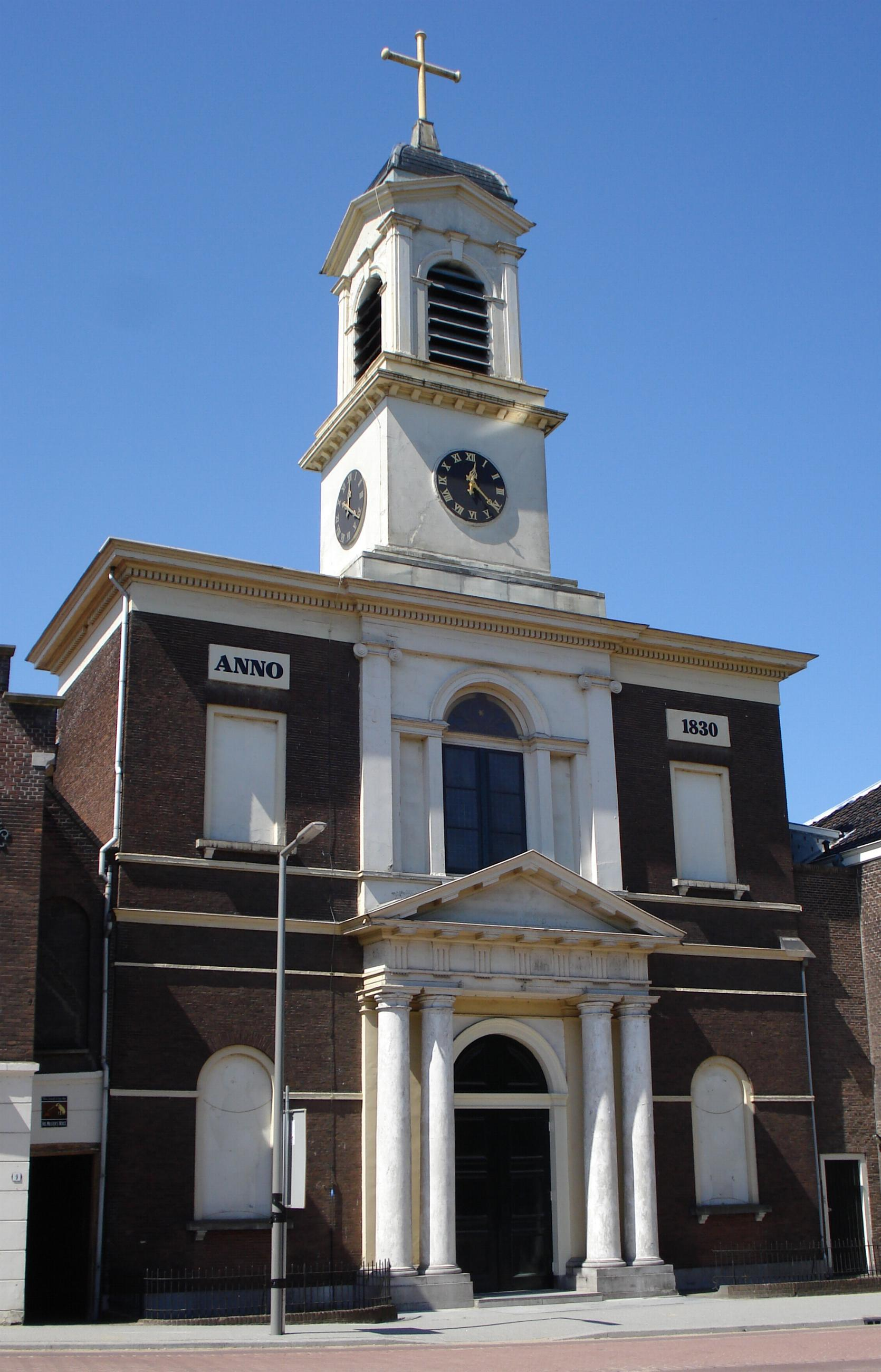
Sint-Petrus' Banden (Overschie) (1830) P. Adams

## Geboren
februari
- 3 - Robert Gascoyne-Cecil, Brits premier (overleden 1903)
- 4 - Elizabeth van Saksen, Saksisch prinses (overleden 1912)
- 9 - Abdülaziz, Ottomaans sultan (overleden 1876)
- 21 - Henry Wallis, Engels kunstschilder (overleden 1916)

maart
- 15 - Marinus Wilhelmus van der Aa, Nederlands auteur (overleden 1905)
- 15 - Paul Heyse, Duits schrijver (overleden 1914)
- 25 - Eliza Laurillard, Nederlands dichter en dominee (overleden 1908)

mei
- 1 - Guido Gezelle, Vlaams priester en dichter (overleden 1899)
- 4 - Alberto Blest Gana, Chileens schrijver en diplomaat (overleden 1920)
- 18 - Karl Goldmark, Hongaars componist (overleden 1915)
- 20 - Hector Malot, Frans schrijver (overleden 1907)

juli
- 10 - Camille Pissarro, Frans schilder (overleden 1903)
- 14 - Henry Bird, Brits schaker (overleden 1908)

augustus
- 18 - Frans Jozef I van Oostenrijk, keizer van Oostenrijk en koning van Hongarije (overleden 1916)

september
- 8 - Frederic Mistral, Frans dichter (overleden 1914)
- 13 - Marie von Ebner-Eschenbach, Oostenrijks schrijfster (overleden 1916)
- 15 - Porfirio Díaz, Mexicaans militair en politicus (overleden 1915)

december
- 3 - Frederic Leighton, Engels kunstschilder en beeldhouwer (overleden 1896)
- 10 - Emily Dickinson, Amerikaans dichteres (overleden 1886)
- 11 - Kamehameha V, vijfde koning van Hawaii (overleden 1872)
- 5 - Christina Rossetti, Engels schrijfster (overleden 1894)
- 10 - Emily Dickinson, Amerikaans dichteres (overleden 1886)
- 17 - Jules de Goncourt, Frans schrijver (overleden 1870)
- 25 - Delphine de Cool, Frans kunstschilder (overleden 1921)

datum onbekend
- Harriet, bij haar overlijden de oudste schildpad ter wereld (overleden 2006)

## Overleden
januari

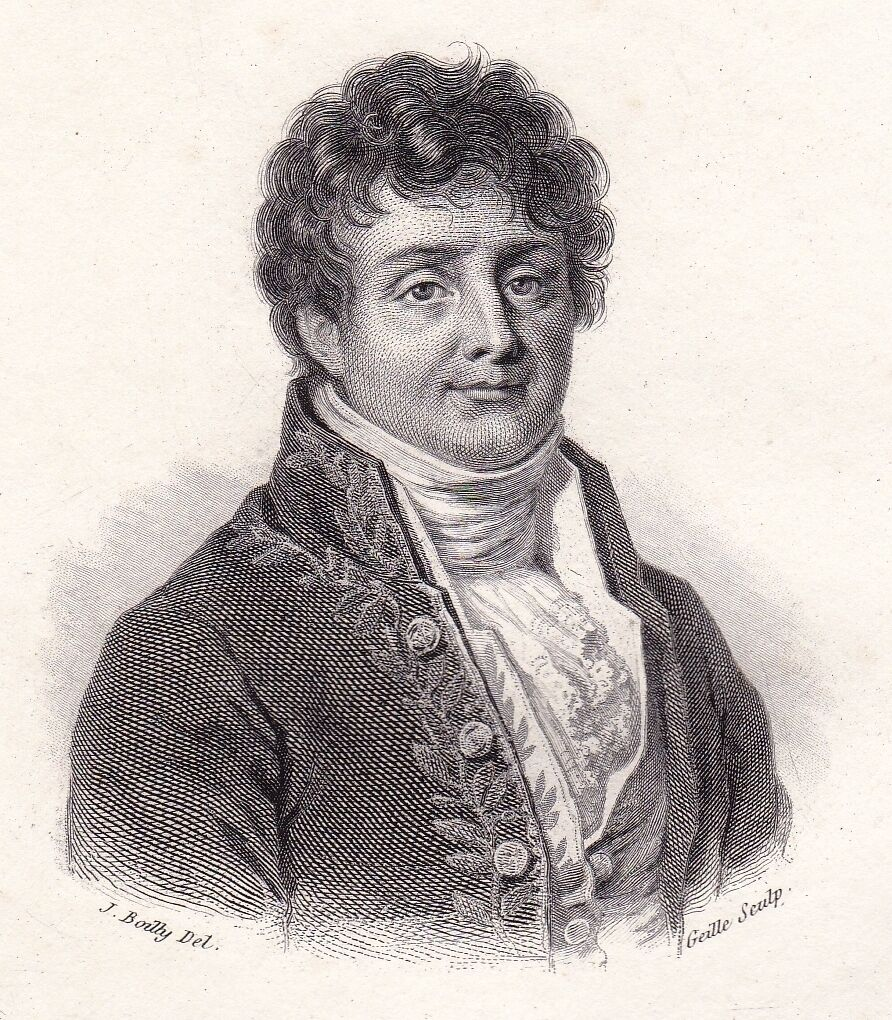
Joseph Fourier

- 7 - Thomas Lawrence (60), Engels kunstschilder

februari
- 17 - Marcos Portugal (67), Portugees componist

maart
- 2 - Samuel Thomas von Sömmerring (75), Duits arts en wetenschapper
- 17 - Laurent de Gouvion Saint-Cyr (65), Frans maarschalk
- 29 - James Rennell (87), Brits geograaf en oceanograaf

april
- 18 - José Maurício Nunes Garcia (62), Braziliaans componist, muziekpedagoog, organist en dirigent

mei
- 16 - Joseph Fourier (62), Frans wis- en natuurkundige

juni
- 4 - Antonio José de Sucre (35), Zuid-Amerikaans onafhankelijkheidsstrijder
- 26 - George IV (67), koning van het Verenigd Koninkrijk van Groot-Brittannië en Ierland, koning van Hannover

juli
- 31 - Joseph Philippe de Clairville, Zwitsers botanicus en entomoloog

september
- 15 - William Huskisson (60), Brits politicus
- 23 - Elizabeth Kortright Monroe (62), first lady (echtgenote van Amerikaans president James Monroe)

november
- 8 - Frans I der Beide Siciliën (53), koning van de Beide Siciliën
- 18 - Adam Weishaupt (82), Duits oprichter van de Illuminati

december
- 1 - Paus Pius VIII (69), (paus van 1829 tot 1830)
- 8 - Benjamin Constant (63), Frans staatsman en schrijver
- 17 - Simón Bolívar (47), Zuid-Amerikaans vrijheidsstrijder